# Destructeur (comics)
Pour les articles homonymes, voir Destroyer (homonymie) et Destructeur (homonyme).
Le Destructeur (« The Destroyer » en VO) est un super-vilain évoluant dans l'univers Marvel de la maison d'édition Marvel Comics. Créé par le scénariste Stan Lee et le dessinateur Jack Kirby, le personnage de fiction apparaît pour la première fois dans le comic book Journey into Mystery #118 en juillet 1965.
Habituellement représenté comme un adversaire du dieu du Tonnerre et super-héros Thor, il s'agit en fait d'une armure asgardienne créée par Odin et animée par magie.
Débutant à l'Âge d'argent des comics, le Destructeur est présent depuis plus de quarante années dans la continuité Marvel et d'autres produits approuvés par Marvel, telles que des séries télévisées animées, des films d'action, des jeux vidéo et cartes à échanger.

## Biographie du personnage

### Origines et parcours
Le Destructeur est une armure enchantée, créée par Odin sur Asgard pour contrer un éventuel retour des Célestes sur Terre. Cette armure ne fonctionne que si elle est alimentée par la force vitale d'un individu, qu'il soit un dieu ou un homme. Odin cacha l'armure au cœur d'une montagne, dans le Temple des Ténèbres en Asie, en attendant de s'en servir.
Elle fut retrouvée et volée par Loki qui l'utilisa pour affronter son demi-frère Thor. À chaque fois, Thor fut proche de mourir et ne dut sa survie qu'à la ruse. Par la suite, Thor donna l'armure à Galactus en échange de la liberté du héraut Firelord,. Le Dévoreur de Monde accepta, et s'en servit en tant que l'un de ses hérauts, le Destructeur détectant pour lui la Contre-Terre et se battant contre les Quatre Fantastiques, jusqu'à ce que Loki lui reprenne l'armure en le trompant.
Le jour où les Célestes revinrent sur Terre, Odin se fondit dans l'armure et absorba la force vitale des Asgardiens, atteignant alors une taille gigantesque à l'image de celle des Célestes. Mais, même avec l'armure, il ne put vaincre les Célestes qui, unissant leurs forces, firent fondre le Destructeur (cependant sans pouvoir le détruire). Quelques années plus tard, Loki redonna forme à l'armure pour tenter de tuer de nouveau son demi-frère, mais échoua. Le Destructeur est par la suite vaincu dans un combat singulier contre Hulk.
Après Ragnarök, quand Thor revient sur Terre pour retrouver les Asgardiens perdus, il lutte contre le Destructeur contrôlé par Balder. Possédant désormais le pouvoir d'Odin, il écrase facilement l'armure.

### Dark Reign
Vers la fin du crossover Dark Reign, pendant lequel les Asgardiens quittent l'Oklahoma pour la Latvérie, le Destructeur est utilisé par le Docteur Fatalis.

## Pouvoirs et capacités
L'armure du Destructeur a été façonnée dans un métal inconnu, d'une résistance presque inégalée (ce métal est plus dur que le métal uru lui-même ou l'adamantium) et qui n'est disponible que sur Asgard. Ce n’est pas une armure qui peut être physiquement portée ou démontée ; une énergie vitale doit être absorbée par l’armure elle-même pour la mettre en mouvement. D'un poids de 385 kg, elle a été enchantée par Odin en personne afin de rendre l'armure encore plus solide que l'uru. L'armure est virtuellement indestructible. Même les Célestes ont échoué à la détruire, n'arrivant qu'à la faire fondre.
Étant donné que le Destructeur n'est pas une entité vivante, celui-ci n’est pas affecté par la magie d’Odin qui empêche quiconque étant indigne de soulever le marteau de Thor, Mjolnir.
Quand une âme est absorbée par l'armure, le corps d’origine reste dans un état catatonique. L'armure peut absorber l’essence vitale de n’importe quel être vivant. Le Destructeur est lié au corps de la personne qui l’habite, ce qui explique pourquoi cette personne ne meurt pas, même si elle est séparée de son essence vitale. Si l'essence vitale retourne dans le corps d’origine (par exemple à cause d'un sortilège visant cette personne), le Destructeur redeviendra inanimé. Si le corps d'origine est tué, l’essence vitale quittera l'armure et le Destructeur retrouvera également son aspect inerte.
Habituellement, la personne utilisée par l'armure doit être à proximité du Destructeur et se porter volontaire pour y transférer son essence vitale ; mais elle peut également y être projetée de force si l’individu en question n’est pas protégé mentalement contre un tel effet. En outre, du fait de leurs compétences dans les arts mystiques, Odin et Loki sont capables d’effectuer le transfert sur de vastes distances.
Bien qu’il soit doté de sa propre intelligence, le Destructeur a été programmé à l'origine pour détruire ; ainsi, lorsqu’une énergie vitale entre dans l’armure, la « personnalité » du Destructeur prend le dessus et son hôte n’a d’autre choix que de respecter la programmation de l’armure, à moins que sa volonté soit d'une force comparable à celle du Destructeur. C'est ainsi que Thor parvint à contrôler l'armure alors que son essence vitale y avait été projetée,.
Normalement silencieux quand il est animé, le Destructeur devient, avec certains hôtes, capable de s’exprimer.
- Le Destructeur possède une force incroyable, qui lui permet de soulever bien au-delà des 100 tonnes à l'échelle Marvel[1]. Il semble que l'armure ait une force sans limites véritables, étant donné que celle-ci n’a jamais pu être mesurée. Quoi qu'il en soit, le Destructeur a pu tenir tête plusieurs fois à Thor sans difficultés[1].
- L'armure peut se déplacer dans les airs, de manière autonome, par lévitation[1].
- Le Destructeur peut également transmuter, réarranger ou altérer la matière (ainsi que sa densité), ce qui lui permet de la convertir en l’un de ses différents états (gazeux, liquide ou solide)[1].
- Il peut enfin émettre, via la visière de son casque, des flammes brûlantes capables d’atteindre des intensités hors-normes[1] et différentes énergies comme des décharges d’énergie magnétique ou encore une énergie non identifiée, mais suffisamment puissante pour briser toute substance connue, y compris l’uru[1]. Cette énergie prend la forme d'un rayon désintégrant. Celui-ci fonctionne lorsque le Destructeur abaisse sa visière, accumulant son énergie avant de la projeter en un rayon vers sa cible, par le sommet du viseur. Selon la légende, ce rayon est capable d’anéantir n’importe quel objet[1].

## Apparitions dans d'autres médias

### Films
- 2011 : Thor

### Télévision
- 2010-2012 : Avengers : L'Équipe des super-héros (série d'animation)
- 2012 : Ultimate Spider-Man (série d'animation)
- 2013 : Avengers Rassemblement (série d'animation)
- 2013 : Hulk et les agents du S.M.A.S.H. (série d'animation)
- 2015 : Les Gardiens de la Galaxie (série d'animation)

### Jeux vidéo
- Marvel: Ultimate Alliance (boss)
- Thor: God of Thunder (costume déblocable)
- dans le jeu sur Facebook Marvel: Avengers Alliance (en) (boss, qui peut ensuite être débloqué en tant que personnage jouable)
- Lego Marvel Super Heroes.
- Marvel: Future Fight (personnage jouable)
- Lego Marvel's Avengers (personnage jouable)